# Chrysopogon intercedens
Chrysopogon intercedens är en gräsart som beskrevs av Jan Frederik Veldkamp. Chrysopogon intercedens ingår i släktet Chrysopogon och familjen gräs. Inga underarter finns listade i Catalogue of Life.